# Ravindra Gujjula
Ravindra Gujjula (* 1. August 1954 in Kanigiri, Andhra Pradesh, Indien) ist ein indisch-deutscher Politiker (SPD). Gujjula war von 1993 bis 2003 ehrenamtlicher Bürgermeister der Stadt Altlandsberg in Brandenburg und von 2007 bis 2009 Abgeordneter im Landtag Brandenburg.

## Leben
Gujjula stammt aus einer politisch aktiven Familie. Sein Vater war Parlamentsabgeordneter und Vorsitzender der Landarbeitervereinigung Indiens, seine Mutter war Generalsekretärin des indischen Frauenverbandes. Mit 14 begann er sich in linksorientierten Jugendverbänden zu engagieren. Er setzte sich für kostenlose schulische Ausbildung und Wahlrecht ab 18 Jahren ein und organisierte Veranstaltungen gegen den Schwarzmarktverkauf von knapper Babynahrung und gegen den Vietnamkrieg. Wegen seiner politischen Aktivitäten war er 1971 und 1972 zweimal politischer Häftling.
1973 kam Gujjula in die DDR, um Medizin zu studieren. Er hatte bereits ab 1972 am Bhadruka-College in Hyderabad Betriebswirtschaftslehre studiert. Am Herder-Institut in Leipzig und Freiberg erlernte er zunächst die deutsche Sprache und begann 1975 sein Studium der Humanmedizin an der Ernst-Moritz-Arndt-Universität in Greifswald. 1980 bis 1982 studierte er Humanmedizin an der Humboldt-Universität in Berlin, das er als Diplommediziner abschloss. In seiner Studentenzeit beteiligte er sich an der Organisation des ISK (Internationales Studentenkomitee).
Nach seinem Studium kam er 1982 nach Altlandsberg, wo er im Kreiskrankenhaus sein praktisches Pflichtjahr absolvierte und 1987 seine Facharztausbildung als Arzt für Innere Medizin beendete. Während der Facharztausbildung organisierte er Veranstaltungen gegen den Krieg im Nahen Osten, gegen die Apartheid und für die Freiheit Nelson Mandelas. Er war ein Kritiker des Wahlsystems in der DDR und wurde vor der Wende wegen eines kritischen Briefs, den er an die damalige SED-Führung schrieb, fristlos gekündigt. Nach kurzer Arbeitslosigkeit wurde er kurz vor dem Mauerfall als Arzt in der Ambulanz in Altlandsberg wieder eingestellt. Seit 1991 hat Gujjula im Rathaus von Altlandsberg seine eigene Arztpraxis. Er hat aus erster Ehe zwei erwachsene Kinder und ist seit 2009 in zweiter Ehe mit einer Deutschen verheiratet. 1993 hat er die deutsche Staatsbürgerschaft angenommen.

## Politik
Bei der Kommunalwahl 1990 wurde er in die Stadtverordnetenversammlung Altlandsbergs gewählt und fungierte dort als Vorsitzender der Fraktion „Bürger für Altlandsberg“ und bis 1993 als Vorsitzender des Ausschusses für Bildung und Kultur. Bei den Bürgermeisterwahlen 1993 wurde der parteilose Gujjula mit 62 % der Stimmen zum ehrenamtlichen Bürgermeister gewählt. Wegen Gujjulas indischer Herkunft sorgte die Wahl bundesweit und auch international für Aufsehen. So berichtete beispielsweise die New York Times über seinen Wahlsieg.
1998 trat er in die SPD ein und wurde bei der Kommunalwahl im gleichen Jahr mit 82 % der Stimmen in seinem Amt bestätigt. Nach der Gemeindegebietsreform 2003 wurde er vom Ortsbeirat (=Ortsteilvertretung) Altlandsberg zum ehrenamtlichen Ortsvorsteher des Ortsteiles Altlandsberg in der Stadt Altlandsberg gewählt, ein Amt, das er bis 2019 ausübte. Bei den Kommunalwahlen 2003 wurde er in den Kreistag des Landkreises Märkisch-Oderland gewählt. Er erhielt dabei das landesweit beste Ergebnis aller SPD-Kreistagskandidaten.
Als der SPD-Landtagsabgeordnete Heiko Müller sein Mandat im Landtag Brandenburg niederlegte, rückte Gujjula am 1. November 2007 nach. Er war bis zum Ende der vierten Legislaturperiode (2009) Mitglied im Ausschuss für Inneres und sportpolitischer Sprecher der SPD-Landtagsfraktion. Nach der Landtagswahl 2009 schied er aus dem Landtag aus.